# Polieucto de Melitene
Polieucto de Melitene (m. 259), chamado também de Polieucte, é um santo da Roma Antiga. Segundo a tradição cristã, ele era um rico oficial do exército romano (supostamente na XII Fulminata) que foi martirizado em Melitene, no Reino da Armênia, numa perseguição aos cristãos do imperador Valeriano.

## História
Simeão Metafrastes escreveu que, movido pelo zelo de seu amigo, São Nearco, Polieucto se converteu abertamente ao cristianismo: "Inflamado pelo zelo, São Polieucto foi à praça da cidade, rasgou o édito de Décio que exigia que todos adorassem os ídolos. Momentos depois, ele encontrou uma procissão carregando doze ídolos pelas ruas da cidade. Ele atirou-os no chão e os pisoteou". Ele foi torturado pelas autoridades, que ignoraram os apelos de sua esposa, Paulina, de seus filhos e de seu genro, Félix. Acabou decapitado.

## Veneração
São Polieucto foi sepultado em Melitene em uma igreja dedicada a ele. Segundo a tradição, os pais de Eutímio, o Grande, pediram a Deus um filho ali e foram atendidos. A Igreja de São Polieucto foi dedicada a ele em Constantinopla por Anícia Juliana entre 524 e 527. As escavações realizadas na década de 1960 revelaram que, na época da ascensão de Justiniano, esta basílica era a maior na capital bizantina e que havia ali algumas das mais excepcionais exibições de luxo e ostentação na cidade, como relevos dourados de pavões e muitos detalhes de caráter oriental.